# Markomanowie

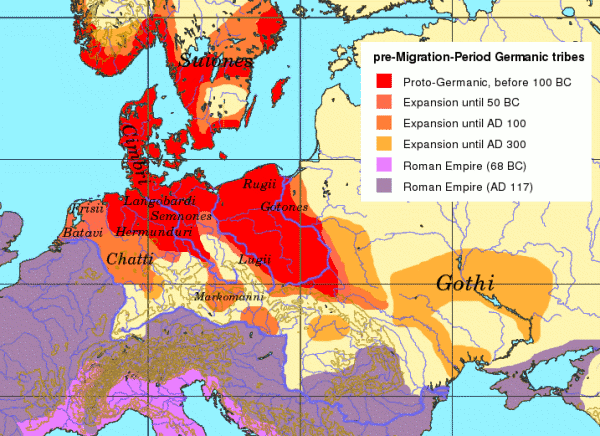
wędrówki plemion germańskich od II wieku p.n.e. do IV wieku n.e.

Markomanowie (łac. Marcomanni lub Marcomani) – jedno z plemion germańskich.
Pod wodzą Marboda (panował od 8 p.n.e. do 19 n.e.) opanowali ziemie dzisiejszych Czech. Rozszerzyli swoje państwo na południe aż do Dunaju, skąd zostali wyparci w 20 r. W latach 89–92 walczyli z Rzymem. Za cesarza Marka Aureliusza najechali cesarstwo, co wywołało wojny markomańskie, w których zostali prawie całkowicie spacyfikowani przez Rzymian. Jednak cesarz Kommodus zawarł niekorzystny dla Rzymu pokój i legiony opuściły ziemie Markomanów. Podczas kryzysu cesarstwa w III wieku Markomanowie wiele razy wdzierali się na jego terytorium. W V w. przeszli Dunaj i osiedli ostatecznie w dzisiejszej Bawarii pod nazwą Bawarów.